# Marie Drahokoupilová
Marie Drahokoupilová (* 12. června 1941 Praha) je česká herečka.

## Život
Narodila se v Praze na Vinohradech jako jediné dítě v rodině stavebního inženýra. Od dětství recitovala básně, byla členkou Dismanova dětského rozhlasového souboru a brzy také hrála v divadelním kroužku. K herectví ji vedla matka, která byla nadšenou ochotnickou herečkou, seznámila dceru s Jiřím Plachým a Hanušem Theinem. Stala se členkou Dismanova dětského rozhlasového souboru. Absolvovala střední školu na Vinohradech v Kubelíkově ulici, kde byla rovněž členkou dramatického kroužku. Již během středoškolského studia hrála malou roli ve filmu Štěňata.
Na DAMU byli jejími pedagogy Vlasta Fabiánová, Vítězslav Vejražka a Luboš Pistorius, k jejím spolužákům patřili Miroslav Nohýnek a Iva Janžurová. Krátce působila v kolínském oblastním divadle, poté na delší dobu zakotvila v pražském libeňském Divadle S. K. Neumanna (dnešní Divadlo pod Palmovkou), kde působila ža do roku 1980. Vdala se za rakouského občana, odstěhovala se do Vídně a od roku 1980 působila ve svobodném povolání. Po 13 letech se vrátila do Prahy.  

## Dílo

### Film
Byla úspěšná jako filmová herečka, například v hlavní roli filmu Flirt se slečnou Stříbrnou, natočeného podle románu Josefa Škvoreckého Lvíče.
- 1967 Dívka a smrt
- 1969 Flirt se slečnou Stříbrnou – hlavní role: slečna Lenka Stříbrná
- 1973 Třicet panen a Pythagoras
- 1974 Osud jménem Kamila
- 1976 Běž ať ti neuteče
- 1980 Tak do, mladý muži? (TV film)
- 1983 Jára Cimrman ležící, spící
- 1993 Svatba upírů
- 1996 Král Ubu

### Televize
Do paměti televizních diváků se mimo jiné zapsala svými televizními kurzy francouzštiny, které moderovala spolu se svou kolegyní, herečkou Irenou Kačírkovou.
- 1968 Zločin lorda Savila (TV komedie)[1]
- 1969 Aksál (TV adaptace povídky Pavla Kohouta) – role: Ema
- 1971 Kam slunce nechodí... (film) – role: manželka hoteliéra Elen Viková
- 1972 Věra – nevěra (TV filmová komedie) – role: Věra Bartůňková
- 1973 Duhový luk (TV seriál) – role: servírka Veronika
- 1974 Haldy (TV seriál) – role: Irma Perutzová
- 1979 Start (TV seriál) – role: paní Kánská
- 2007 Opravdová láska (TV film)
- 2011 Cizinec a krásná paní (TV film) – role: krásná paní Růžena
- 2020 Past (TV film)

### Divadlo
- 1979 Tři mušketýři po třiceti letech
- Působila také jako recitátorka ve Viole.

### Rozhlas
- 1978 Voltaire: Candide, četli Ladislav Trojan, Gabriela Vránová, Marie Drahokoupilová (komorná Paqueta), Josef Chvalina, Josef Velda, Milan Neděla a Miloš Hlavica, překlad: Radovan Krátký, režie: Vladimír Tomeš
- 1997 Hector Hugh Munro: Povídka Byzantská omeleta, překlad: František Vrba,  dramatizace: Jan Žáček, četli: Michal Pavlata, Marie Drahokoupilová, Barbora Hrzánová a Jana Drbohlavová; režie: Josef Červinka.